# Trójpole

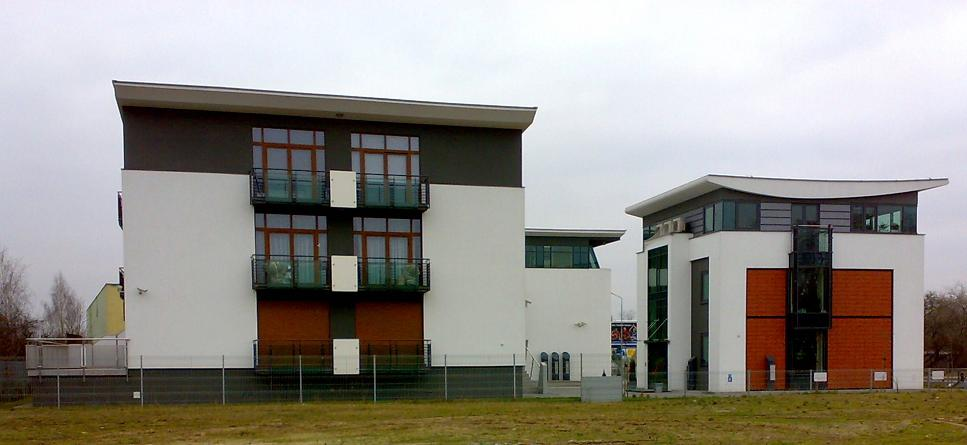
Trójpole – biurowce przy ul. Piątkowskiej

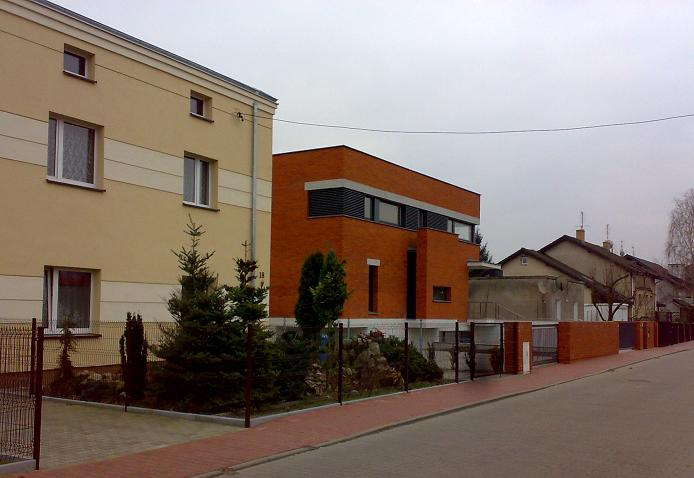
Neomodernistyczna zabudowa na Trójpolu

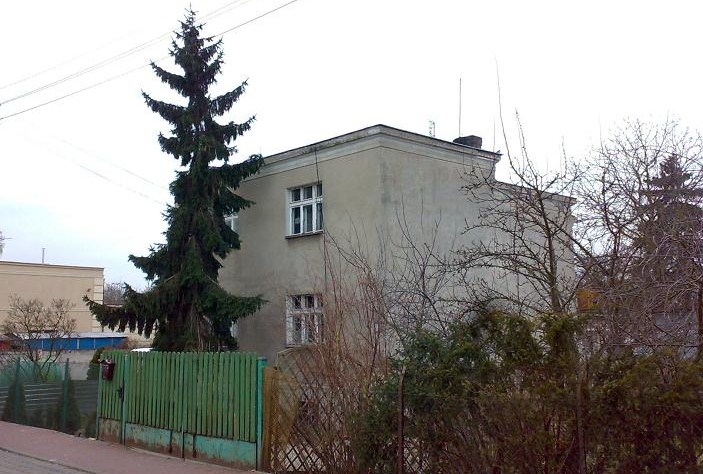
Zabudowa sprzed II wojny światowej

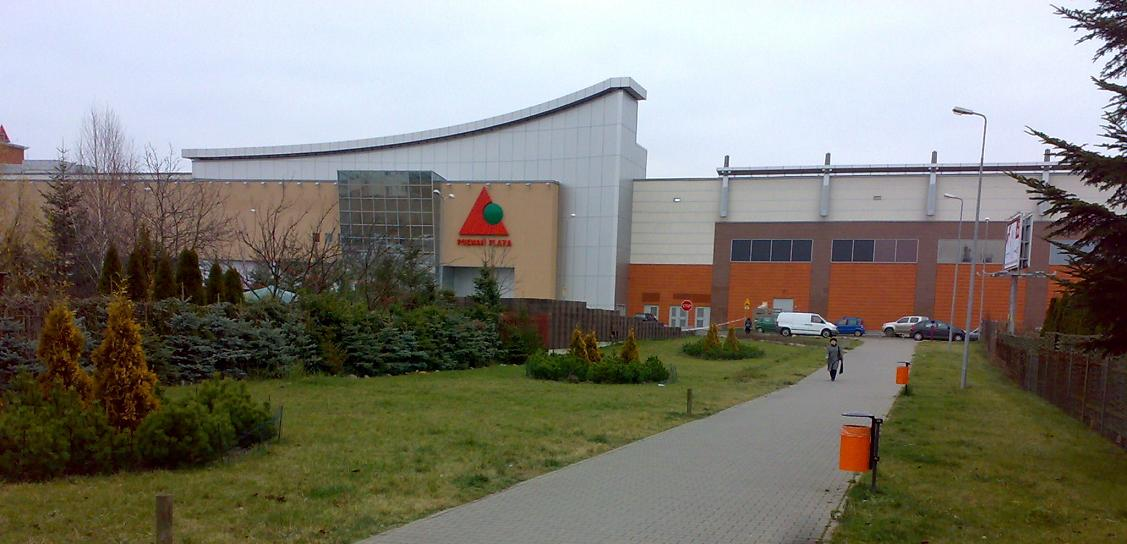
Widok na Centrum handlowe Poznań Plaza z ul. Żegockiego

Trójpole – część Poznania powstała w wyniku parcelacji gruntów rolnych w 1935 roku. Początkowo zajmowała obszar 3-krotnie większy od dzisiejszego (aż do ul. Połabskiej). Ze względu jednak na budowę osiedli winogradzkich oraz trasy szybkiego tramwaju PST została ograniczona do obszaru zajmowanego dzisiaj. Zlokalizowana w obrębie Winiar, lecz obecnie stanowiąca samodzielną jednostkę topograficzną. Granice Trójpola stanowią następujące ulice: Piątkowska na zachodzie, Lechicka na północy, trasa PST na wschodzie i Aleje Solidarności na południu.

## Gospodarka
W wymienionych wyżej granicach, na terenie Trójpola znajdują się dwie duże galerie handlowe: Poznań Plaza i Galeria Pestka. Działa tu również hurtownia Makro Cash and Carry, restauracja McDonald’s i Sąd apelacyjny.

## Zabudowa
Oprócz wyżej wymienionych hal i galerii, zabudowę Trójpola tworzą przede wszystkim domy jednorodzinne i (w mniejszym stopniu) szeregowe. W ostatnich latach pojawiły się tutaj realizacje biurowców i willi w stylu neomodernizmu, reprezentujące wysoki poziom formalny.
Przy południowo-zachodnim krańcu Trójpola stoi jedna z czterech winiarskich kapliczek słupowych.

## Toponimia
Nazwa dzielnicy wywodzi się prawdopodobnie od metody uprawy roli – trójpolówki. Nazwy ulic zlokalizowanych na terenie Trójpola reprezentują przede wszystkim jedną grupę toponimiczną – zasłużeni Wielkopolanie – np. Krzysztofa Żegockiego, Leona Przyłuskiego, Ksawerego Zakrzewskiego. Do 1948 ulica Siewna nosiła nazwę Marcina Dunina. Istnieje także ulica Trójpole. W 1935 nadano nazwę ulicy Dobrzyckiego, która miała upamiętniać Mikołaja Dobrzyckiego, powstańca listopadowego (1793–1848). Obecnie uważa się, że upamiętnia ona Stanisława Dobrzyckiego, historyka i rektora UAM (1875–1931).
Prawdopodobne jest też, że nazwa zarówno dzielnicy jak i ulicy wywodzi się od dawnego podziału Winiar na trzy ogromne pola, które rozciągały się od dzisiejszej ul. Witosa prawie do samych terenów nadwarciańskich, czyli dzisiejszego Wilczaka.

## Komunikacja
Osiedle obsługiwane jest przez MPK Poznań – przede wszystkim Poznański Szybki Tramwaj – linie: 12, 14, 15, 16 i 201 (stacje Aleje Solidarności i Lechicka). Można także dojechać tu autobusami linii 168, 178, 190, 193, 216, 226 i 322 (przystanki Trójpole i Piątkowska) oraz tramwajami linii 9 i 11 do pętli Piątkowska. Linię tramwajową do pętli Piątkowska oddano do użytku w 1980.